# Interferență electromagnetică
Interferența electromagnetică, denumită și interferență radio-frecvență (RFI/IRF) atunci când se află în spectrul de frecvență radio, este o perturbare generată de o sursă externă care afectează un circuit electric prin inducție electromagnetică, cuplaj electrostatic sau conductivitate.
Tulburarea poate degrada performanța circuitului sau chiar poate opri funcționarea acestuia. În cazul unei căi de date, aceste efecte pot varia de la o creștere a ratei de eroare la o pierdere totală a datelor. Atât sursele naturale, cât și cele artificiale generează curenții și tensiunile electrice schimbătoare care pot provoca EMI: sisteme de aprindere, rețeaua de telefoane mobile, fulgere, raze solare și aurore (lumini de nord/sud). EMI afectează frecvent radiourile AM. Poate afecta, de asemenea, telefoanele mobile, radiourile FM și televizoarele, precum și observațiile pentru astronomia radio și știința atmosferică.

## Istorie
Încă din primele zile ale comunicațiilor radio, au fost resimțite efectele negative ale interferențelor asupra transmisiilor atât intenționate cât și neintenționate și a apărut nevoia de a gestiona spectrul de frecvențe radio.
În 1933, o reuniune a Comisiei Electrotehnice Internaționale (IEC) la Paris a recomandat să se înființeze Comitetul special internațional pentru interferențe radio (CISPR) pentru a trata problema emergentă a I.EM. CISPR a produs ulterior publicații tehnice care acoperă tehnicile de măsurare și testare și limitele de emisie și imunitate recomandate. Acestea au evoluat de-a lungul deceniilor și stau la baza multor reglementări mondiale privind CEM.